# Dorle Ferber
Dorle Ferber (* 7. September 1952 in Mannheim) ist eine deutsche Musikerin (Geige), Klangkünstlerin und Autorin. Als ihr Geburtsdatum gibt sie selbst „20. Jahrhundert“ an.

## Leben
Aufgewachsen in einer weltoffenen Familie studierte Ferber an der Musikhochschule Mannheim mit Schwerpunkt Violine und Gesang. Noch während ihrer klassischen Ausbildung machte sie Bühnenmusik beim Nationaltheater Mannheim und komponierte Stücke für Märchen und Filme.
Ihr erstes Bandprojekt war die von Hans Reffert gegründete Heidelberger Jazzrock-Band Zyma. Geprobt wurde im Keller der Heidelberger Free Clinic, aufgetreten in den Jazzclubs und Jugendzentren Heidelbergs und Mannheims, in der Alten Hauptfeuerwache und auf Festivals wie dem Guru-Guru-Festival in Finkenbach. Typisch für die Band waren oft psychedelisch anmutende Stücke mit langen Improvisationsteilen.
In den 1980er Jahren machte sie mit den Folkbands Cochise und Elster Silberflug Karriere, spielte in Refferts Gruppen „Flute and voice“ und „Zauberfinger“. Sie schrieb und vertonte über 100 Kinderlieder für namhafte Verlage.
Ferber lebt in Owingen im Bodenseekreis und wirkt dort als Tonkünstlerin, Komponistin und Autorin von Kinderbüchern, die meist Musik zum Thema haben. Zitat eines Kritikers: Sie jodelt, säuselt, flüstert oder landet in folkigen Grooves. Außer Stimme und Violine stehen ihr noch allerhand Klangobjekte zu Gebote. Sie harft auf dem Eierschneider, hantiert mit Blechen und metallenen Klangtulpen.

## Diskografie (Auszug)
- Hölzerlips: Jenischer Schall
- Zyma: Thoughts
- Zyma: Brave New World
- Zeitenwende: Herren der Nacht
- Cochise: Die Erde war nicht immer so
- Zauberfinger: Slide
- Flute & Voice: Drachenlieder

## Bücher (Auszug)
- Kinderleichte Klimperlieder
- Soll das ganze Haus ersaufen? Heft + CD: Goethes Zauberlehrling in neuem Gewand
- Alte Kinderlieder neu entdeckt (Buch und CD)

## Auszeichnungen
- Preisträgerin beim Kompositionswettbewerb ad libitum der Winfried Böhler Kulturstiftung mit PAROLE ALICE für junges Vokalensemble / UA 1. Juli 2018